# Distretto di Virudhunagar
Il distretto di Virudhunagar è un distretto del Tamil Nadu, in India, di 1 751 548 abitanti. Il suo capoluogo è Virudhunagar.